# Хесус Куельяр
Хесу́с Марсе́ло Андре́с Куе́льяр (ісп. Jesús Marcelo Andrés Cuéllar, нар. 28 грудня 1986) — аргентинський професійний боксер, «тимчасовий» чемпіон (2013—2014) та регулярний чемпіон (2015—2016) за версією WBA в напівлегкій вазі.

## Професіональна кар'єра
Дебютував на професійному рингу 2008 року. Провівши сімнадцять переможних боїв, 15 жовтня 2011 року зазнав першої поразки нокаутом від Оскара Ескандона (Колумбія).
23 серпня 2013 року в бою проти домініканця Клаудіо Марреро завоював вакантний титул «тимчасового» чемпіона WBA в напівлегкій вазі. Провів три вдалих захисти проти пуерториканців Ріко Рамоса і Хуана Мануель Лопеса, а також мексиканця Рубена Тамайо.
У червні 2015 року був підвищений до регулярного чемпіона WBA в напівлегкій вазі, після чого здобув перемоги над Віком Дарчиняном (Вірменія) та Джонатаном Окендо (Пуерто-Рико).
10 грудня 2016 року втратив титул, програвши розділеним рішенням мексиканцю Абнеру Маресу.
21 квітня 2018 року в бою за вакантний титул WBA (Super) в другій напівлегкій вазі зазнав поразки нокаутом від американця Джервонти Девіса.